# Bogdanje
Bogdanje (en serbe cyrillique : Богдање) est un village de Serbie situé dans la municipalité de Trstenik, district de Rasina. Au recensement de 2011, il comptait 977 habitants.

## Démographie

### Évolution historique de la population
| 1948  | 1953  | 1961  | 1971  | 1981  | 1991  | 2002  | 2011 |
| ----- | ----- | ----- | ----- | ----- | ----- | ----- | ---- |
| 1 163 | 1 275 | 1 308 | 1 281 | 1 315 | 1 235 | 1 055 | 977  |

|  |